# 俞守道
俞守道（？—？），字達卿，浙江杭州府仁和縣人，民籍，明朝政治人物。

## 生平
嘉靖二十二年（1543年）癸卯科浙江鄉試第六名舉人。嘉靖三十八年（1559年）中式己未科會試第一百七十一名，三甲第三十九名進士。授江西安福县知县，官至兵部主事。

## 家族
曾祖俞潤；祖父俞華；父俞璨，母徐氏。具慶下。